# Baralla
Baralla – miasto w Hiszpanii w regionie Galicja w prowincji Lugo, nad rzeką Neira. Do końca 1970 miejscowość nazywała się Neira de Jusá.